# Quthbullapur
Quthbullapur là một thành phố và khu đô thị của quận Rangareddi thuộc bang Andhra Pradesh, Ấn Độ.

## Nhân khẩu
Theo điều tra dân số năm 2001 của Ấn Độ, Quthbullapur có dân số 225.816 người. Phái nam chiếm 52% tổng số dân và phái nữ chiếm 48%. Quthbullapur có tỷ lệ 67% biết đọc biết viết, cao hơn tỷ lệ trung bình toàn quốc là 59,5%: tỷ lệ cho phái nam là 73%, và tỷ lệ cho phái nữ là 60%. Tại Quthbullapur, 14% dân số nhỏ hơn 6 tuổi.